# آرانیدیپین
آرانیدیپین (انگلیسی: Aranidipine) یک مسدود کننده کانال کلسیم است. این ماده یک مشتق دی هیدروپیریدین با دو متابولیت فعال (M-1α و M-1β) است. کاربرد اصلی آن به عنوان یک کاهنده فشار خون، کاهش دهنده فشار خون است.